# Aeroportul Internațional Cap. FAP Carlos Martínez de Pinillos
Aeroportul Internațional Cap. FAP Carlos Martínez de Pinillos (IATA: TRU, ICAO: SPRU) este un aeroport din Trujillo, La Libertad Department⁠(d), Peru ce deservește zona Trujillo. Aeroportul a fost tranzitat în 2022 de 759.526 de pasageri. A fost numit după Carlos Martinez de Pinillos⁠(d).
Situat la o altitudine de 32 m, aeroportul dispune de o singură pistă. Este operat de Aeropuertos del Perú⁠(d).